# 瓊瑤
陳喆（1938年4月20日—2024年12月4日），多以筆名瓊瑤為人所知，臺灣言情小說作家、編劇、影視製作人、華語歌曲作詞人。籍貫湖南衡陽，出生於四川成都，1949年隨家人來台。其筆名出自《诗经》詩句“投我以木桃，报之以琼瑶”，意為细腻纯洁的極品美玉。
她是言情小說的代表人物。她因小說《窗外》在文壇出名，因此結識《皇冠》雜誌老闆平鑫濤，並與之相戀。兩人各自與元配離婚後結婚，一同組建火鳥電影公司、巨星影業公司、怡人传播公司等企業，將瓊瑤的創作改編為電影和電視劇，但瓊瑤也因其感情經歷而遭受爭議。
瓊瑤影視劇以「瓊瑤愛情片」著稱。瓊瑤的劇作捧紅「二秦二林」中的秦汉、秦祥林、林青霞以及林鳳嬌等其他一眾明星，其中的女演員往往有「瓊女郎」之稱。其電影作品往往被稱為「三廳電影」，以客厅、舞廳、咖啡厅為核心場景。電視劇則被稱為「瓊瑤劇」，以苦情、煽情、灑狗血和降智為特色。
BBC新聞將她稱為「全球最受歡迎的華文言情小說作家」，她所製作的《還珠格格》也被稱為史上最受歡迎的華語劇作之一。

## 早年
1938年出生於四川成都，乳名凤凰。父親陳致平，湖南衡陽人，在祖父陳墨西一代家道中落，故而出身貧寒；母親袁行恕出身名門，其父親袁励衡曾經擔任交通銀行行長。陳致平是袁行恕的國文老師，兩人衝破家庭阻力成婚。妻子懷孕時年僅20歲，本想墮胎，卻發現是龍鳳胎，因而決定生養這對孩子，其中的女孩便是瓊瑤。
時值中日戰爭，一家人顛沛流離，為謀生曾經出演話劇，賣過紅薯、糍粑，其父母先後在貴州劍河中學等地任教。1945年秋，西遷至四川宜賓的同濟大學公共科聘任陳致平為講師，而後瓊瑤一家隨校遷回上海，寄住在金山大樓，瓊瑤則入讀上海第十六區國民小學（今虹口區第一中心小學）。后因父母工作调动，琼瑶三姐弟回到家乡衡阳与祖父陈墨西、表姐王代训、表哥王代杰共同租住于城区“怡园”，琼瑶就读於衡阳刚直小学。
1949年，她又隨家人離開大陸遷居台北。來台灣之後，她的父親在臺灣省立師範大學擔任國文系教授，母親則在臺灣省立臺北建國中學擔任國文教師，相較於戰後臺灣貧困的同齡人，生長於更為優渥的環境中。瓊瑤从小就是个偏科生，除国文外，其它课程学習成績差，其父母在应试教育注重学习成绩、通識教育提倡全面发展的思想影响下經常指責琼瑶。高三時，與自己的國文老師蔣仁相戀，並相約考上大學後成婚；這段戀情因瓊瑤的父母阻攔而中止。瓊瑤也最終沒有考上大學，就此畢業於臺北市立臺北第二女子中學（今臺北市立中山女子高級中學）。
1959年，她與國立臺灣大學外文系出身的馬森慶結婚。馬森慶供職於高雄的臺湾铝业公司，結婚後，偕妻子住在高雄。馬森慶也兼職作家，笔名松青。兩人育有一子，即陳中維。

## 創作生涯

### 暢銷作家
瓊瑤的父母都是國文老師，受家庭氛圍影響，瓊瑤自幼熱愛文學。在上海就讀小學期間，她請父親將自己的小說《可憐的小青》寄給上海《大公報》，後者於1947年12月6日發表於《大公報》第9版「現代兒童」專欄上。14歲時，她以「呂圭」為筆名發表文章《幻想》。1954年，她改以「心如」為筆名在台灣《晨光》雜誌發表文章《雲影》。
1962年，瓊瑤在《皇冠》杂志上發表《情人谷》《黑茧》《幸运草》等中短篇小说。隨後，她將自己高中的師生戀改寫成小說《窗外》，投稿多處皆因篇幅過長而拒稿，惟平鑫濤所創辦之《皇冠》雜誌允諾刊載。1963年7月，瓊瑤的半自傳愛情故事《窗外》在《皇冠》雜誌正式刊載，並大獲成功，後又發行單行本。瓊瑤因此結識平鑫濤。平鑫濤在自家對面租房，供瓊瑤專職寫作，並派人照顧，因此瓊瑤帶著孩子由高雄搬來台北。透過聽聞的兩人對話，平鑫濤的妻子林婉珍隱約察覺瓊瑤和平鑫濤關係微妙。
《窗外》發表後，瓊瑤丈夫馬森慶對瓊瑤公開初戀經歷感到羞憤，在報刊上批評瓊瑤，兩人關係逐步惡化。根據瓊瑤自己回憶，她的丈夫嫉妒她的成功。而作家季季回憶說，有次她去瓊瑤住處，傭人開門後，瓊瑤抱著床單下樓，説床單有毒並且要和馬森慶離婚。兩人最終於1964年離婚。離婚後，瓊瑤和平鑫濤相戀；兩人在《窗外》的電影首映夜定情，瓊瑤因此成為平鑫濤的情婦。瓊瑤自訴對這段愛情極度愧疚，曾經嘗試分手，卻總被平鑫濤所挽留。
因為瓊瑤自身生活困頓，故而早期小說多以悲劇結尾，1964年到1971年間中短篇作品風格多變。《窗外》發表後的1964年，瓊瑤又出版《煙雨濛濛》、《六個夢》、《幾度夕陽紅》等六部暢銷書。

### 電影製作

#### 授權改編
1965年，李行將瓊瑤短篇小說《六個夢》中的兩篇《追尋》《啞妻》改編為電影《婉君表妹》和《啞女情深》，乃瓊瑤作品改編為影視作品之始。《婉君表妹》在台灣票房、口碑雙收，後來的《啞女情深》的票房則更勝一籌，並在香港也頗為賣座。然而《婉君表妹》原著中婉君是童養媳，但李行堅持要拍成表妹，令她記掛許久。
瓊瑤的書籍以及改編作品引起了「瓊瑤熱潮」。香港邵氏影業從她手中購買了《船》、《寒煙翠》與《紫貝殼》的拍攝版權；《船》在上映之後成為當年度香港年度國語片票房亞軍。香港導演李翰祥離開邵氏影業後，來台灣創設國聯影業，也大量購買瓊瑤小說作為拍片素材；其拍攝之《幾度夕陽紅》令女主角李夢竹之飾演者江青得以成為金馬獎影后。
1970年代中，李行再度改編瓊瑤劇作，創作出《彩雲飛》和《心有千千結》等影片，捧紅參演《彩雲飛》的甄珍與鄧光榮，也令鄧麗君為《彩雲飛》演唱的插曲〈千言萬語〉、〈我怎能離開你〉走紅。林青霞在大學落榜後，被《窗外》劇組導演宋存壽相中，自此踏入娛樂圈，但因為版權糾紛，電影最終在台灣並未能上映。

#### 本人改編

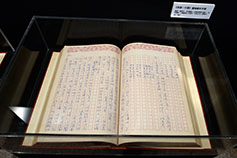
「金馬50風華展」陳列之瓊瑤劇本手稿

由於不滿意邵氏改編的《紫貝殼》，瓊瑤於1966年成立火鳥電影公司，拍攝《月滿西樓》、《幸運草》這兩部影片，但票房不甚理想，1971年即關停公司。
1976年，平鑫濤指妻子林婉珍比瓊瑤“堅強”，要求離婚。同年，瓊瑤與平鑫濤等人合資成立巨星影業公司，專門把自己的小說作品翻拍成電影，並於1977年與李行終止合作。1979年，《窗外》小説裡的男主角原型蔣仁去世；同年，平鑫濤與瓊瑤完婚。
在巨星影業時期，林青霞成為瓊瑤指定的女主角，因此合作過多部影片，瓊瑤所寫的《我是一片雲》、《奔向彩虹》、《月朦朧鳥朦朧》、《一顆紅豆》、《雁兒在林梢》、《彩霞滿天》、《燃燒吧！火鳥》、《金盞花》等作品，可謂為林青霞量身訂製。巨星成立後最初的兩部影片，即《我是一片雲》、《奔向彩虹》以張永祥為主編。《我是一片雲》由林青霞、秦祥林、秦漢共同出演，最終大賣，鳳飛飛演唱的同名主題曲也廣為流傳。從《月朦朧鳥朦朧》到《昨夜之燈》則由瓊瑤自己擔任編劇。
當時瓊瑤電影多半可排上最佳檔期，即農曆春節期間與青年節，電影歌曲幾乎交由鳳飛飛包辦演唱，電影歌曲作曲者則是左宏元。當時瓊瑤作品中，場景視覺上均集中於客廳、餐廳、咖啡廳，故而也稱為「三廳電影」，故事上也逐步走向模式化而最終落於俗套。1982年電影《問斜陽》遭遇票房慘敗，使得隔年瓊瑤在《昨夜之燈》上映前宣布，此後不再拍攝電影。

### 電視劇製作

#### 老劇翻新-瓊瑤劇萌芽
自1982年至1985年，其寫作開始觸及爭議社會問題，創作出《失火的天堂》等作品。但在1985年後陷入創作瓶頸期，停筆至1990年代。1985年瓊瑤和丈夫平鑫涛一同創建怡人传播公司並將瓊瑤的作品開始被改編為電視劇。1986年推出首部瓊瑤作品改編的连续剧《几度夕阳红》，播出之後引起巨大反響，瓊瑤也自此開始了多部小說的電視劇拍攝與製作。到1990年時一年內即有《婉君》《哑妻》《三朵花》和《雪珂》四部瓊瑤電視劇上映。瓊瑤作品改編的電視劇大多在台灣的八點檔連續劇播出，吸引大量觀眾。尤其以《庭院深深》和《海鷗飛處彩雲飛》分別創下60%和50%的高收視率

#### 悲劇愛情-瓊瑤劇發展
台灣解嚴以後，社會逐漸開放而價值觀多元化，導致「為愛抗爭」的情節組成條件瓦解，瓊瑤小說背景開始跳脫到清末民初。小說內容也轉而關注社會階級的對立與封建禮教的限制，而非此前的家庭代溝與感情糾紛。瓊瑤此時的作品往往強調愛情至上，充滿苦情虐戀。劇中女主角，往往給人留下一種“红颜薄命”的印象。劇中女性形象往往一方面控訴封建男权制對女性的壓迫，另一方又強調忍辱負重，把婚姻視為勝利的終點。
由於中國大陸開放交流，瓊瑤劇的影視拍攝轉戰中國大陸，兩岸的演員大合作以及實地背景，大量推出了一連串耳目一新的新戲。《婉君》是瓊瑤第一部在中國大陸拍攝而成的電視劇，接著一連串的清宮、蘇杭、塞外風光等背景也陸續出現。
1987年，台灣開放赴中國大陸探親，瓊瑤隨即前往。1989年，台灣開放影視作品赴中國大陸取景後，瓊瑤隨即組織劇組前往，成為首個來中國大陸取景的台灣影視製作人，此後幾乎所有的瓊瑤電視劇均在中國大陸進行過拍攝，中國大陸演員也參與演出。帶著愛情至上理念的瓊瑤劇，在1990年代愛情陰晴多變的台灣社會，受到廣泛歡迎。在經歷了長期社會壓抑的中國大陸，瓊瑤劇則因為自由与解放而備受推崇。在越南，瓊瑤作品曾因涉及第三者、婚外情的描寫為當局所打壓，隨著當局採取革新開放的政策，而再度流行。

#### 大众喜剧-瓊瑤劇輝煌與式微
1998年發行的《还珠格格》則將原本悲情文艺風格的瓊瑤作品轉為大众喜剧。《还珠》之后，琼瑶又將舊作改編重制，如2001年的《情深深雨濛濛》、2007年的《又見一簾幽夢》、2011年的《新還珠格格》。2013年推出原創新戲《花非花霧非霧》，集齊林心如、李晟、张睿、杨紫、邓伦等演員，加入韓國元素和熱門愛情素材以迎合年輕觀眾，惟播出後褒貶不一，被不少觀眾稱為「雷劇」。此後瓊瑤淡出娛樂圈，紅遍近30年的瓊瑤劇也正式沒落。

## 造星達人
許多演員因為飾演瓊瑤筆下的男女主角而走紅，例如：鄧光榮、甄珍、秦漢、林青霞、秦祥林、林鳳嬌等。
1980年代中期以後瓊瑤轉戰電視圈，亦捧紅許多男女主角，如林瑞陽、馬景濤、徐乃麟、劉德凱、鍾鎮濤、蘇有朋和古巨基等「瓊小生」。而劉雪華、俞小凡、岳翎、陳德容、蕭薔、蔣勤勤、趙薇、林心如更被眾人稱為「瓊女郎」。
2007年到2013年這段時間，又有不少飾演她筆下的男女主角的演員因此成名，如張睿、李佳航、高梓淇等「新一代瓊小生」之稱。而張嘉倪、秦嵐、李晟、海陸、趙麗穎、孫耀琦、萬茜、麦迪娜、路宏有「新一代瓊女郎」之稱。

## 晚年生活

### 版權糾紛
2014年4月15日，瓊瑤不滿于正新戲《宮鎖連城》抄襲她的舊作《梅花烙》，致公開信給廣電總局，譴責于正的侵權行為 。2014年5月27日，瓊瑤起訴《宮鎖連城》編劇于正及制作公司侵犯《梅花烙》著作權案，在北京市第三中級人民法院立案。 
2014年12月25日，瓊瑤《梅花烙》著作權維權案一審出爐，判決認定《宮鎖連城》侵犯《梅花烙》的改編權和攝制權，判令被告方停止侵權，于正向瓊瑤道歉，被告方賠償原告人民幣500萬元。2015年12月18日，瓊瑤《梅花烙》著作權維權案終審落幕，案經歷將近十九個月的訴訟歷程，经过近六百日的审理，北京市高級人民法院判决：駁回各被告上訴請求，維持原判。瓊瑤勝訴，于正被判公開道歉，並停止傳播《宮鎖連城》，五出品方被告共計賠償人民幣500萬元。
2015年12月21日，琼瑶正式加入中国电影文学学会，成为该学会唯一的台湾会员。2018年4月26日，《宫锁连城》抄袭案于正拒道歉，法院在世界智慧財產權日将判决书登报。2018年5月23日，法院宣布将向于正追讨33.6万元公告费。
2020年12月31日，于正就抄袭案正式向琼瑶公开道歉，并宣布退出《我就是演员3》节目录制。同日，琼瑶接受媒体访问时说，已经看到于正发的道歉，希望他知错能改，并发文回应：「在这2020年的最后一天，我终於等到了迟来的正义」「于正当初的抄袭，是对我的打击。如今的道歉，却是我2021年的新年礼物。知错能改，善莫大焉」。

### 支持安樂死
瓊瑤對平鑫濤的病情判斷與平家兒女平雲、平珩、平瑩的意見分歧，於是瓊瑤於2017年平鑫濤失智大中風期間，在2017年8月出版《雪花飄落之前：我生命中最後的一課》，以自己的親身經歷，訴說病人自主權的重要性，並藉此呼籲「善終權」。
2017年3月12日，瓊瑤突然公开一封写给儿子和儿媳的信，透露她近来看到一篇名为《预约自己的美好告别》的文章，有感而发想到自己的身后事，认为万一到了该离开之际，希望不会因为后辈的不捨，而让自己的躯壳被勉强留住而受折磨，也借此叮咛儿子儿媳别被生死的迷思给困惑住。她在這篇公開信中亦表達了自己對安樂死立法的支持。
2022年3月，瓊瑤搬出和亡夫一同居住40年的台北大安區獨棟別墅可園搬去淡水雙映樓，可園被改造為豪宅。

### 支持韓國瑜

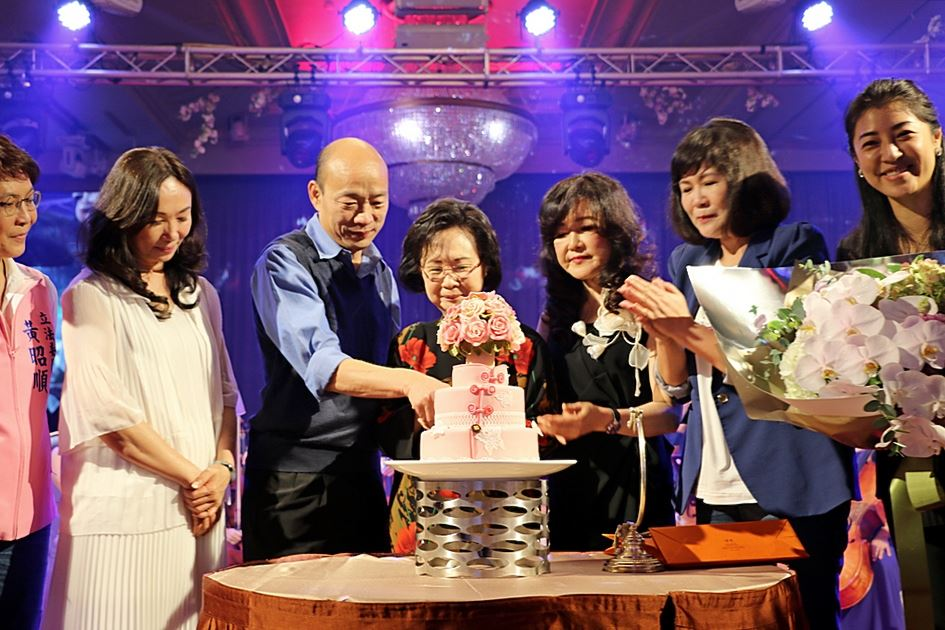
高雄市長韓國瑜、瓊瑤女士出席宴會

2018年，國民黨籍韓國瑜贏得高雄市長選舉後，瓊瑤發表《寫給韓國瑜的話》一文誇讚韓國瑜並自稱「韓粉」，隨後瓊瑤應邀成為高雄市愛情產業鏈總顧問。2020年得知韓國瑜參選後，再度發表長文誇讚韓國瑜，稱之為自「英雄」，韓國瑜敗選之後又發文稱「庶民雖然有淚，英雄屹立不倒，椎心痛過之後，祈願傷痕會好。」
民運人士王丹表示不喜歡瓊瑤晚年的政治立場，同時呼籲尊重其他人悼念或是不悼念的立場，並且指出「這個世界上，不是一切，都要以政治正確與否來衡量」。

## 逝世
2024年12月4日，瓊瑤在位於新北市淡水區的家中逝世，留有遗书。当日下午3时许，琼瑶的秘书在脸书贴出琼瑶生前预录视频与遗作《当雪花飘落》。瓊瑤在臉書上的最後留言中表示自己作為必將老死之人，不想經歷「衰弱、退化、生病、出入醫院、治療、不治」並痛苦地老死，但也勸諭年輕人不要輕易放棄生命。
瓊瑤逝世消息傳出後，趙薇、蘇有朋、林青霞、周杰、林心如、范冰冰、古巨基、李晟、秦嵐、黃曉明、王艷等曾出演瓊瑤作品的演員以及其他藝人紛紛發文悼念。中華民國立法院院長韓國瑜亦對瓊瑤以及早前逝世的音樂人劉家昌表示悼念。此後，中國作家協會及中華人民共和國國務院台灣事務辦公室先後表達悼念，並稱讚瓊瑤對兩岸文化交流之貢獻。湖南衛視安排自2024年12月4日起，晚上23時許重播劇集《又見一帘幽夢》，香港無綫電視安排自2025年1月1日起，晚上23時55分于翡翠台重播劇集《情深深雨濛濛》。
12月5日，瓊瑤家人在臉書上發文表示，將會依照囑咐，不進行公祭或紀念活動。12月7日，瓊瑤家屬又貼文表示，瓊瑤將於11日安葬於陽明山臻善園，粉絲可以到場哀悼。12月11日當日，瓊瑤入葬陽明山，俞小凡、林心如送別獻花，粉絲排隊憑弔。家屬表示現場沒有立碑，具體安葬位置將在臉書上公布，日後粉絲可以自行前往憑弔。
瓊瑤離世亦激發兩岸社會對於安樂死之探討。台灣社會尚未就安樂死議題達成共識，但據衛生福利部統計，已經有102萬人署名表達緩和照顧意願。中國大陸《南方都市報》評論指出，台灣已立法保障個人對自己死亡的選擇權，只要病人或者家屬簽署拒絕心肺復蘇術的聲明，醫院便應停止高級生命支持系統，而中國大陸尚未有此規定。

## 個人生活

### 家族成員
- 第一任丈夫為馬森慶，育有一子，即陳中維[4]
- 第二任丈夫為皇冠文化負責人平鑫濤。
  - 有繼子女二女一子，分別為平瑩、平珩、平雲，均為畫家林婉珍所生[4]
- 父親陳致平曾任台灣師範大學國文系教授。[22]
- 母親袁行恕曾任台北市立建國中學國文教師。[22]
  - 外祖父袁勵楨曾任交通银行首任行长。[16]
  - 外曾祖母曾懿自學成才，诗画俱佳，是當時中國全國知名的女中醫。[16]
  - 叔公袁勵準是宣統皇帝之師。[16]
  - 姨妈袁靜為作家。[80]
  - 姨妈袁曉園為中國第一位女外交官暨女稅務官。[16]

### 宗教信仰
琼瑶是坚定的无神论者，她在晚年多次表达了对宗教的尊重，但始终拒绝任何形式的传教或宗教仪式。她认为鬼神只是文学和戏剧中的元素，从未在现实中感受到其存在。琼瑶主张通过充实自己来面对生活，而非依赖宗教或迷信。在她的遗愿中，她明确要求不要以任何宗教形式悼念自己，例如不设灵堂、不烧纸、不做七等。她希望以环保的方式进行花葬，并强调死亡是个人私事，不应给他人带来麻烦。

## 代表作品
其代表作品包括《還珠格格》、《庭院深深》、《煙雨濛濛》、《幾度夕陽紅》、《窗外》、《六個夢》、《心有千千結》、《一帘幽梦》、《在水一方》、《船》、《彩雲飛》、《海鷗飛處》、《我是一片雲》等。
因在華語地區擁有極高人氣，其著作多次被改編為電影或電視劇，並屢獲殊榮，包含1971年改編自同名小說的電影《庭院深深》以及1975年的《女朋友》分別獲得第9屆與第12屆金馬獎優等劇情片獎。
2018年，《瓊瑤經典全集》推出全套六十五本世紀典藏版，重新包裝後由城邦文化旗下的春光出版社出版，並與國立故宮博物院合作，採用宮廷畫師郎世寧長春仙萼集花鳥工筆畫為整體設計。

### 獎項
| 年份   | 獲提名             | 獎項                                                     | 結果 |
| ------ | ------------------ | -------------------------------------------------------- | ---- |
| 1988年 | 《庭院深深》       | 第23屆金鐘獎編劇獎                                       | 提名 |
| 1990年 | 《六個夢》         | 第2屆金曲獎最佳作詞人獎                                  | 提名 |
| 1999年 | 《有一個故娘》歌曲 | 第22屆香港電台十大中文金曲：優秀國語歌曲獎 銅獎 （歌詞） | 獲獎 |

## 外部連結
- 瓊瑤的Facebook專頁
- 瓊瑤的春光花園的Facebook專頁
- 瓊瑤在互联网电影资料库（IMDb）上的資料（英文）
- 瓊瑤在香港影庫上的簡介
- 瓊瑤在豆瓣上的资料（简体中文）
- 瓊瑤在时光网上的簡介（简体中文）
- 中文電影資料庫─ 瓊瑤 （页面存档备份，存于）
- 台灣作家作品目錄資料庫——瓊瑤 （页面存档备份，存于）
- 華文影史庫 瓊瑤 簡介